# Украинская манифестация в Киеве 19 марта 1917 года

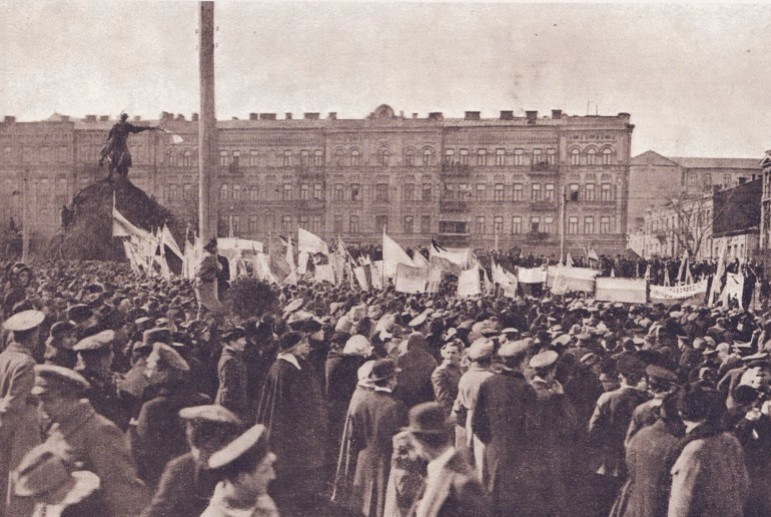
Митинг на Софийской площади

Украинская манифестация в Киеве 19 марта (1 апреля) 1917 года — стотысячная манифестация в поддержку Украинской революции.

## Предпосылки манифестации
Только начавшись под влиянием Февральской революции в России, Украинская революция уже с начала марта 1917 года не была ограничена постановкой только культурно-просветительных задач. Последние сомнения занимали очень важное место в деятельности организованного украинства: из них, прежде всего по восстановлению украинского языка, начиналось украинское национальное возрождение. Однако Февральская революция открыла возможности для постановки на повестку дня значительно более широких задач. Её проводники не замедлили — сразу выдвинули лозунг поддержки демократического строя, подготовки к выборам во Всероссийское учредительное собрание, на которых намеревались добиться автономии Украины в составе федеративной России.
В том, что украинское национальное движение сразу вышло на политический простор, особую роль в данных событиях сыграл Михаил Грушевский, который 13 (26) марта вернулся в Киев из Москвы. Дмитрий Дорошенко впоследствии вспоминал:
З його поверненням український рух у Києві зразу відчув досвідчену й авторитетну руку свого керівника. Ніхто в цей час не підходив більше для ролі національного вождя, як Грушевський, ніхто навіть і рівнятися не міг із ним щодо загально признаного авторитету й тої поваги, якою оточувало його все українське громадянство.
Уже в первых своих статьях Грушевский поставил перед украинским народом задачи, которые возникли из-за Февральской революции. Он решительно и категорически заявил, что украинские постулаты и притязания должны сразу быть поставлены во всей их широте.
Первыми заметными вехами в истории Украинской революции стали манифестации в первые недели после свержения монархии, среди них масштабные демонстрации были проведены в Петрограде и Киеве.

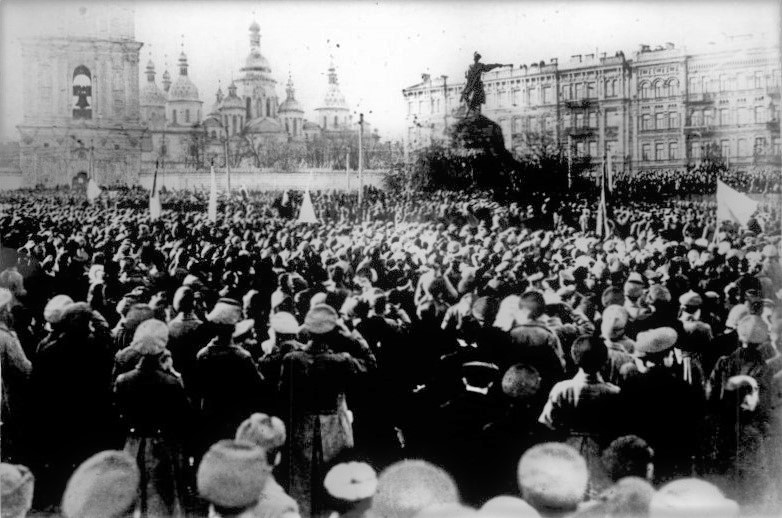
Украинская манифестация: митинг на Софийской площади

## Организация манифестации

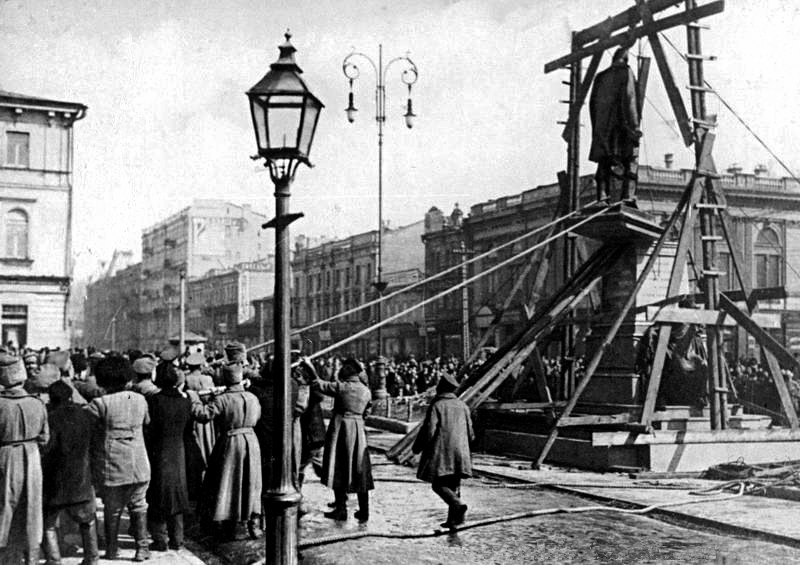
Праздник Свободы года: демонтаж памятника Петру Столыпину на Думской площади

Манифестация в воскресенье 19 марта (1 апреля) стала важным событием тогдашней украинской жизни и продемонстрировала неравнодушие общества к политическим процессам, которые начались на Украине и сыграла колоссальную роль в самосознании украинским кругами собственных сил, а также в переоценке российскими кругами силы, организованности украинского освободительного движения. Некоторые даже склонялись к определённому преувеличению значения проведённых демонстраций, митингов, собраний, и считали, что они вызвали настоящий переполох в кругах российской демократии.
Планом проведения манифестации предусматривались следующие мероприятия:
План манифестации в Киеве был разработан Дмитрием Антоновичем и несколько раз заслушивался на заседании Украинской Центральной Рады. Накануне, в субботу, 18 (31) марта, план напечатала киевская газета «Последние новости». Рубрикой «Сегодня в Киеве украинская манифестация» открылся и первый номер газеты «Известия из Центральной Рады» от 19 марта 1917 года.
Обязанности по руководству и ответственность за проведение политической акции Центральной Радой были возложены на генерала Ходоровича (от Киевского военного округа), комиссара Оберучева (представитель Временного правительства России) и Михаила Грушевского (представителя Центральной Рады).
Панихида по Шевченко у Владимирского собора ;
Торжественное шествие по Крещатику к зданию городской думы;
Всенародное вече на Софийской площади;
Молебен за мучеников Шевченко и Хмельницкого;
Торжественные выступления политиков (от армии выступал Михновский, от крестьянства — Стасюк)
С самого утра площадь у Владимирского собора, которая была определена сборным пунктом участников манифестации, не могла вместить всех желающих. Участники процессии заполонили весь Бибиковский бульвар (ныне Тараса Шевченко), Владимирскую улицу у университета. Участие в манифестации приняли около 100 тысяч человек — украинцы-воины (в целом, участие в митинге приняли 30 тысяч военных), рабочие, студенты, учащиеся гимназий, дети из приютов, служащие, члены украинских обществ. Участниками были 14 военных оркестров, 5 хоров. Как вспоминал позже Михаил Грушевский: «весь Киев, можно сказать, выступил: одни в процессиях, другие на них смотреть».

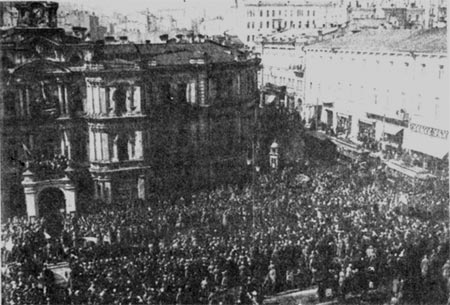
Митинг возле Киевской городской думы

## Ход манифестации
С самого утра площадь у Владимирского собора, которая была определена сборным пунктом участников манифестации, не могла вместить всех желающих. Участники процессии заполонили весь Бибиковский бульвар (ныне бульвар Тараса Шевченко), Владимирскую улицу у Киевского университета. Участие в манифестации приняли около 100 твсяч человек — 30 тысяч военных, рабочие, студенты, учащиеся гимназий, дети из приютов, служащие, члены украинских обществ. Участниками были 14 военных оркестров, 5 хоров. Как вспоминал позже Михаил Грушевский, весь Киев, можно сказать, выступил: одни в процессиях, другие на них смотреть.
Колонны манифестантов были украшены многочисленными жёлто-голубыми флагами, транспарантами. Особой украшением стали около 300 хоругвей с национальными символами, изображениями Шевченко, архангела Михаила и т. д.. Особенно приподнятое настроение витало над колоннами украинских казаков. В их авангарде на коне выступал актёр Николай Садовский в казацком наряде.
Колонны прошли по Владимирской улице, дальше Фундуклеевской (ныне Богдана Хмельницкого) на Крещатик, к зданию городской думы, на балконе которого собрались представители новой высшей городской власти — президиум исполнительного комитета Совета объёдиненных общественных организаций, командование Киевского военного округа, депутаты городской думы. В их речах звучали проявления общественного уважения к данной манифестации. К слову был приглашен и председатель Центральной Рады Михаил Грушевский, которого молодёжь на руках занесла на балкон. Авторитетный лидер украинского движения призвал под флагами и портретом Тараса Шевченко поклясться бороться за получение автономии Украины. Участник манифестации Дмитрий Дорошенко писал, что толпа на коленях составила эту присягу .
Манифестация имела значительный успех, обнаружила высокий потенциал украинского национально-освободительного движения, на который заставил обратить внимание и русский революционную демократию. Через два дня после манифестации городская дума кооптировали в свой состав Михаила Грушевского и Ивана Стешенко. Председатель Центральной Рады назвал день проведения манифестации светлым, радостным днем своего и украинской жизни вообще. В своих воспоминаниях он констатировал:

## Итоги
Манифестация получила значительный успех, нашла в себе высокий потенциал украинского национально-освободительного движения, на который заставил обратить внимание и русскую. революционную демократию. Через два дня после манифестации городская дума взяла в свой состав Михаила Грушевского и Ивана Стешенко. Председатель Центральной Рады назвал день проведения манифестации светлым, радостным днём в своей и украинской жизни вообще. В своих воспоминаниях он констатировал:
Мета маніфестації 19 березня була осягнена: вона виявила наглядно й імпозантно, що українство — се не фікція в головах гуртка романтиків чи маніяків-інтелігентів, а жива сила, яка має силу над масами, їх рушає й підіймає. 
Таких многолюдных шествий Киев не видел, а вплоть до Оранжевой революции 2004 года праздник Свободы 16 марта и украинская манифестация 19 марта 1917 года считались самыми крупными демонстрациями в истории Украины.